# Model obogatitve dela
Model obogatitve dela je model, ki sta ga leta 1975 prvič predstavila Greg R. Oldham in Richard J. Hackman. Pojasnjuje zadovoljstvo zaposlenih na delovnem mestu ter omogoča razumevanje kako delo motivira posameznike. Njegov glavni namen je oblikovanje in preoblikovanje delovnih nalog za večje zadovoljstvo in motiviranost zaposlenih.
Osnovna teza modela je, da le zaposleni, ki so zadovoljni s svojim delom, delajo dobro.  Locke je leta 1976 zadovoljstvo zaposlenih definiral kot pozitivno čustveno stanje, ki je posledica ocenitve delovnega mesta oz. izkušenj, ki se navezujejo na delovno mesto. Pomembno je, da v njegovi definiciji zaznamo tako kognitivno, kot emocionalno komponento. Prva se nanaša na oceno delovnega mesta, torej na misel in druga na čustva, ki jih ta ocena v posamezniku vzbuja. Obstaja veliko teorij, ki poskušajo razložiti razloge za zadovoljstvo zaposlenih. Razporedimo jih lahko v eno od naslednjih kategorij: situacijske teorije, dispozicijski pristope ter interaktivne teorije. Model Hackmana in Oldhama je prvotno spadal le med situacijske teorije, ki postavljajo hipotezo, da zadovoljstvo zaposlenih izhaja iz samega delovnega mesta in drugih dejavnikov okolja. Kasneje pa se je, z upoštevanjem individualnih razlik med zaposlenimi v zaznavanju jedrnih značilnosti dela, bolj približal interaktivnim teorijam.

## Zgodovina
V začetku 20. stoletja je bila močno prisotna ideja, da je potrebno delo v organizacijah, ki se ukvarjajo  s proizvodnjo, razdeliti na kar čim večje število preprostih nalog. Z uvajanjem tejlorističnih načel, so želeli povečati učinkovitost in nadzor nad proizvodnjo ter na drugi strani zmanjšati stroške same proizvodnje. Že v samem procesu uvajanja sistema, se je pokazalo, da tak način dela ne bo zadovoljiv za delavce. Npr. Ford  je imel v svoji tovarni velike težave s protestiranjem zaposlenih, čeprav so imeli visoke plače in je bila nezaposlenost načeloma na visokem nivoju. Vseeno so v tistem času verjeli, da je to cena, ki jo je potrebno plačati za doseg masovne proizvodnje. Fry je leta 1976 poudaril, da namesto, da bi definirali, kaj je najboljša metoda dela in učinkovit tempo dela, so bile študije časa in gibanja uporabljene le za nadaljnjo razgradnjo delovnih nalog na še manjše dele in povečanje tempa dela. Napačna uporaba tejlorističnih idej je bila tako očitna, da je leta 1915 Ameriški kongres uvedel zakon, ki je znotraj vladnih institucij prepovedoval uporabo naprav, ki so merile učinkovitost dela v povezavi s časom.
Šele v 50-ih in 60-ih letih 20. stoletja, so vedenjski znanstveniki začeli preučevati izgradnjo proizvodnega sistema in kontekst dela kot determinanto, ki ima vpliv na odzive zaposlenih:
Leta 1965 sta Turner in Lawrence: objavila študijo, v kateri sta definirala atribute delovne naloge, ki so avtonomnost, raznolikost (npr. orodij, opreme), zahtevane interakcije, opcijske interakcije, znanje in sposobnosti ter odgovornost. Poleg tega sta definirala še dodatne atribute (npr. plača, stopnja mehanizacije itd.), ki so možno povezani z naravo dela, a niso pogoj za izvedbo naloge.
Leta 1967 je Herzberg: predstavil svojo dvofaktorsko teorijo. Na podlagi intervjujev z delavci je ugotovil, da se faktorji, ki se povezujejo z zadovoljstvom delavcev, razlikujejo od faktorjev, ki preprečujejo nezadovoljstvo. S tem je zadovoljstvo in nezadovoljstvo delavcev postavil na dva ločena kontinuuma, saj sta bila prej razumljena kot dva pola istega kontinuuma. Dejavnike/ faktorje je poimenoval na higienike (ekstrizični; npr. plača, delovni pogoji, politika organizacije itd.) in motivatorje (intrizični; npr. odgovornost, uspeh, osebna rast itd.). Higieniki ne pripomorejo k sami aktivnosti zaposlenih, ampak le odstranjujejo neprijetnosti in s tem ustvarjajo pogoje za motiviranje. Motivatorji pa neposredno vplivajo na aktivnost in pripomorejo k za zadovoljstvu zaposlenih.
Tako delo Herzberga, kot Turnerja in Lawrenca je bilo izhodišče za razvoj modela obogatitve dela.

## Elementi modela
Sam model predstavlja tezo, da bodo zaposlitve, ki vsebujejo intrizično motivirajoče značilnosti, pripomogle k večjemu zadovoljstvu delavcev ter tudi k povečani učinkovitosti na delovnem mestu in nižji stopnji odpovedi.

### Jedrne značilnosti dela
Delovna mesta, ki vsebujejo naslednjih pet jedrnih značilnosti, imajo večjo možnost, da bodo za delavce bolj motivirajoča in zadovoljiva, kot delovna mesta, ki teh značilnosti nimajo.
- Raznolikost dela: Mera do katere delovno mesto dopušča zaposlenim, da uporabljajo raznolike veščine, sposobnosti in znanja oz. koliko sposobnosti, znanja in veščin je potrebno, da delavec uspešno opravlja svoje delo. Več kot jih lahko uporabijo, večji je občutek pomembnosti in raznolikosti dela za posameznika. Lahko pa se tudi zgodi, da s prevelikim obsegom potrebnih sposobnosti, delavca tudi preobremenimo.
- Identifikacija z delom: Mera do katere posameznik zaznava celovitost dela. Bolj ko je posameznik vključen v celoten proces dela od začetka do konca, bolj ga zaznava kot celovitega.
- Pomembnost dela: Mera do katere posameznik svoje dela zaznava kot pomembno. Občutek pomembnosti se poveča, če imajo delavci zavedanje in vedenje, da njihovo delo pripomoglo k boljšemu počutju in življenju drugih ljudi tako znotraj, kot zunaj organizacije.
- Avtonomnost: Mera do katere posameznik čuti, da je samostojen pri delu in odločitvah, ki se navezujejo na delo. Če povečamo samostojnost posameznika pri delu, se to pokaže v povečani odgovornosti za uspeh dela.
- Povratne informacije: Mera do katere delavec lahko dobi povratno informacijo o opravljenem delu. Informacije lahko pridobi od sodelavcev, nadrejenih in podrejenih ter tudi od samega izdelka in delovnega postopka.

### Kritična psihološka stanja
Model predpostavlja, da pet jedrnih značilnosti dela vodi v tri kritična psihološka stanja, ki so predpogoj za visoko notranjo motiviranost zaposlenih.
- Doživljanje pomembnosti dela: Stopnja do katere zaposleni delo ocenjuje kot pomembno in ima možnost, da ga predstavi zunanjemu okolju. Doživljanje pomembnosti se kaže v zaznavanju zaposlenega, da se delo izplača.
- Doživljanje odgovornosti: Stopnja do katere zaposleni meni, da je odgovoren za rezultate dela. Doživljanje odgovornosti se kaže v poznavanju ravni uspešnosti.
- Poznavanje rezultatov: Stopnja do katere zaposleni ve, kako dobro opravlja svoje delo. Poznavanje rezultatov se kaže v občutku osebne odgovornosti.

### GNS
Hackman in Oldham sta leta 1976 zapisala, da je odnos med intrizičnimi/jedrnimi značilnostmi delovne naloge in zadovoljstvom z delom, odvisen od moderatorja GNS (ang. Growth Need Strength), ki sta ga definirala kot željo oz. potrebo posameznika po osebnostni rasti in razvoju, še posebno v kontekstu dela.
Model predpostavlja, da imajo jedrne značilnosti večji vpliv na zadovoljstvo zaposlenih, ki izkazujejo visoko potrebo po rasti in razvoju. Zaposleni z visoko izraženo potrebo po razvoju (GNS) želijo delo, ki bo prispevalo k njihovemu osebnostnemu razvoju in rasti ter občutijo zadovoljstvo ob izvajanju delovnih nalog, ki jih izzovejo in osebnostno nagradijo.
V tretji verziji modela, ki je izšla leta 1980, sta  avtorja vpeljala še dva dodatna moderatorja in sicer, znanje in sposobnosti ter zadovoljstvo s kontekstom dela.

### Rezultati
V primeru, da je zadoščeno kritičnim psihološkim stanjem, se to kaže v visoki notranji motivaciji zaposlenih, v visoki kvaliteti izvedenega dela, v visokem zadovoljstvu z delom ter v nizki odsotnosti z dela in odpovedi dela.

### Vprašalnik za diagnozo delovnega mesta in MPS
Avtorja sta leta 1975 poleg modela predstavila tudi Vprašalnik za diagnozo delovnega mesta (ang. Job Diagnostic Survey oz. JDS): Vprašalnik je namenjen diagnozi že obstoječih delovnih mest, da bi ugotovili če in kako bi preoblikovanje delovnega mesta vplivalo na produktivnost in zadovoljstvo zaposlenih na delovnem mestu. Poleg tega je namenjen tudi ocenitvi učinkov, ki jih imajo spremembe delovnega mesta na zaposlene. Predvsem pa, ali so te spremembe posledica projektov, katerih namen je bogatenje delovnega mesta  (ang. job enrichment projects), ali so posledica naravnih modifikacij tehnologije in/ali delovnega sistema.
Na podlagi petih jedrnih značilnosti dela lahko izračunamo Oceno motivacijskega potenciala (ang. motivating potential score oz. MPS), ki služi kot indikator za kompleksnost delovne naloge. Izračunamo ga po formuli.
MPS = (raznolikost sposobnosti + identifikacija z delom + pomembnost dela)/3 
X samostojnost pri delu X povratne informacije

## Aplikacija modela na skupino
Čeprav je bil model v osnovi namenjen razumevanju, kako delovne naloge oz. delo motivira posamezne zaposlene, ga lahko prenesemo tudi na skupine. Vseh pet jedrnih značilnosti (raznolikost dela, pomembnost dela, identifikacija z delom, avtonomija in povrtane informacije) je pomembnih za motiviranje skupine.
Številni avtorji poročajo, da model uspešno napoveduje uspešnost izvedbe delovne naloge v različnih skupinah, npr. v menedžerskih, administrativnih, uradniških skupinah in skupinah profesionalcev.

## Mednarodne primerjave
Na podlagi raziskav opravljenih v ZDA, so se jedrne/ intrizične značilnosti dela pokazale kot najbolj konsistenten situacijski napovednik zadovoljstva na delovnem mestu. Raziskovalce pa je začelo zanimati, ali bo do tega prišlo tudi v mednarodnih vzorcih. Judge in sodelavci povzemajo raziskave in ugotavljajo, da ima kultura družbe pomemben vpliv na odnose med jedrnimi značilnostmi dela in zadovoljstvom zaposlenih ter na vlogo, ki jo imajo pri tem kritična psihološka stanja. Pri tem  se je v kulturah, ki poudarjajo pomen medsebojne skladnosti vlog (ang. role compliance), ki se v delovnem okolju kaže tudi v stopnji izraznosti samoaktualizacije, iniciativnosti in diskretnosti med delavci, pokazala povezava med zadovoljstvom in povratno informacijo od drugih (slednja predstavlja medosebno dimenzijo socialne informacije), ne pa tudi povezava med ostalimi jedrnimi značilnostmi in zadovoljstvom. V kulturah, ki so uveljavljeni zahodni kulturni vzorci, ima stopnja prilagoditve zahodnemu načinu življenja pomemben vpliv na odnos med jedrnimi značilnostmi in zadovoljstvom zaposlenih. Pokazalo se je, da pri udeležencih, ki so kazali nizko stopnjo prilagoditve zahodnemu načinu življenja, raznolikost dela, identifikacija z delom, avtonomnost in povratna informacija niso povezane z zadovoljstvom na delovnem mestu. Medtem ko se je pri udeležencih z visoko izraženo stopnjo prilagoditve zahodu pokazalo, da sta tako avtonomnost, kot identifikacija z delom pomembna napovednika zadovoljstva.